# Oblévačka

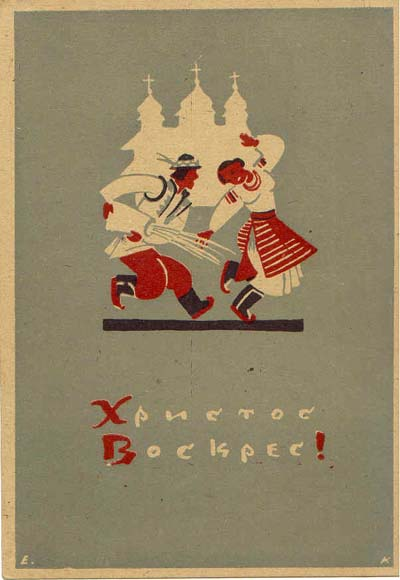
Ukrajinská pohlednice

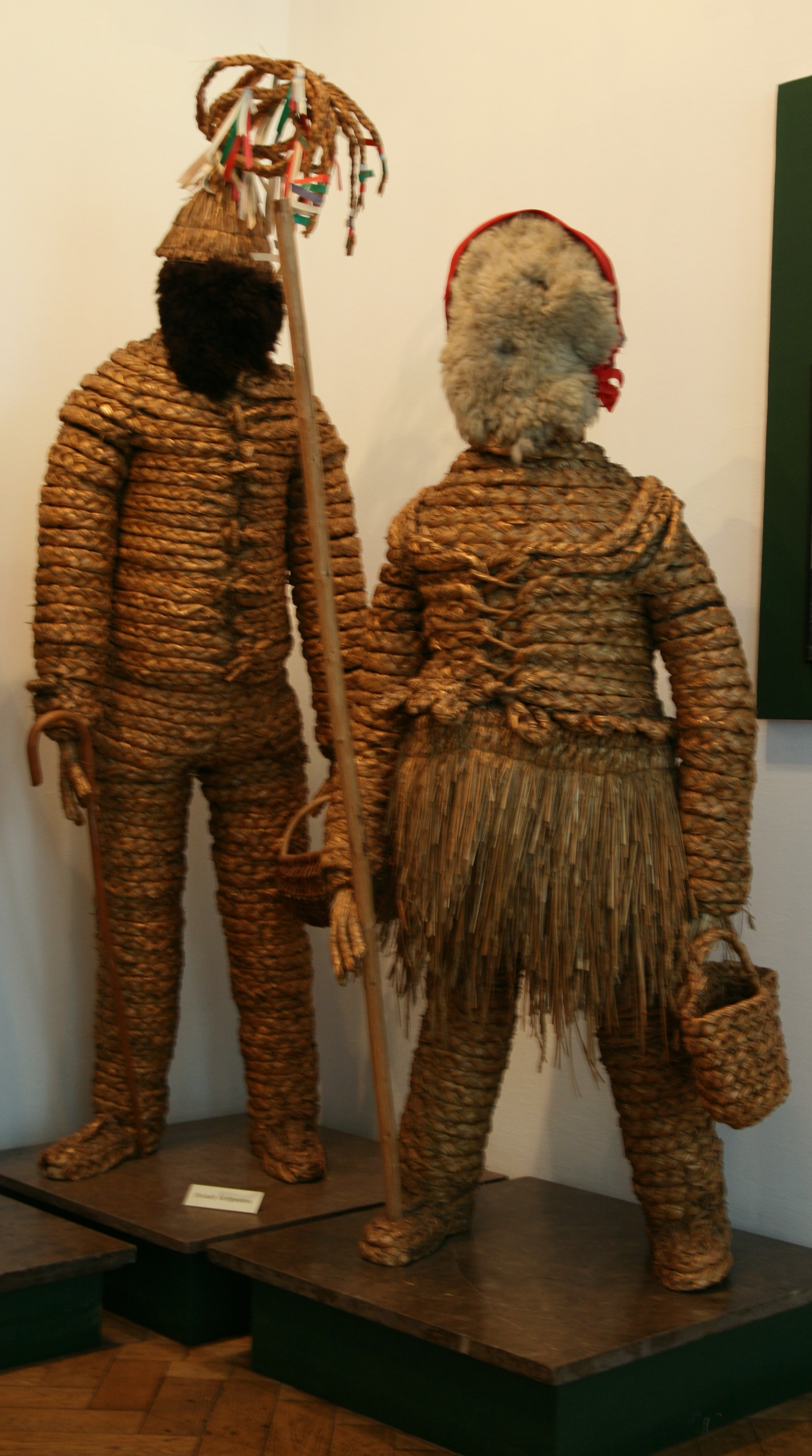
Dziady śmigustne, Národopisné muzeum v Krakově

Oblévačka znamená polévání děvčat na Velikonoční pondělí (Červené pondělí). Původně snad spolu s pomlázkou šlo o formu pohanského požehnání, později asi o žertovný trest za lakotu a neochotu obdarovávání obcházejících koledníků kraslicemi nebo jinými dary.
„Polévání“, je jednou z běžně praktikovaných velikonočních tradic například v Maďarsku, ale tato tradice je stále známá i na Slovensku, na Ukrajině, v Česku a v Polsku, okázale na vesnici, méně ve městech.
O pomlázce i polévání se zmiňuje již rakouský kazatel 14. století Konrád Waldhauser. Polévání vodou se však na jaře praktikovalo z mnoha pohanských důvodů a Konrád Waldhauser toto interpretoval křesťansky, ale písemné záznamy spojené s vodou se pak objevují až od 19. století.

## V Česku
V Česku je tento zvyk známý hlavně na severovýchodě Moravy. Jeden z názvů pro zvyk velikonočního polévání je šmerkust. Ten je ve východních Čechách známý jako šmerkust, šmerkus, šmerkous, u Zlobického[zdroj?] je zmiňován jako šmerkouz, na Moravě jako šmigrust, šmirgust, šmergust, či šmegrust, a ve Slezsku (ve shodě s polskými názvy) jako šmigust. Tento zvyk spojuje polévání se šleháním. Šmerkust je identifikován jako součást pomlázky, neboť s ní má stejné pojetí. Předpokládá se, že původ slova pochází z německého Schmackostern.

## V Polsku
V Polsku se mu podobá zvyk známý jako śmigus-dyngus, který se dnes projevuje i ve městech hlavně jako žertovné stříkání vody plastovými stříkačkami, známými z koupališť, někdy s přísadou voňavky. Takové žertovné opomíjení původních kořenů tradic je ovšem i kritizováno, a je nabádáno k návratu k původním významům. Velikonoční pondělí je proto také lany poniedziałek (lité pondělí).
Jako zvyk polévání Poláci tuto tradici přenesli např. i do Spojených států pod názvem dyngus: Velikonoční pondělí je pak dyngus day. Slovo patrně pochází z německého dingen – vykoupit se.